# Херботс, Бритт
Бритт Херботс (нидерл. Britt Herbots; род. 24 сентября 1999, Синт-Трёйден, провинция Лимбург, регион Фландрия, Бельгия) — бельгийская волейболистка, нападающая-доигровщица.

## Биография
Бритт Херботс родилась в семье волейбольного тренера Йохана Херботса и бывшей волейболистки Сигрид Бартс. Профессиональной волейболисткой является и младшая сестра Бритт — Джилл (род. 2001). 
Начинала заниматься волейболом в Ландане, а в 2012 поступила в волейбольную школу города Вилворде, за молодёжную команду которой выступала в 2012—2014 годах. С 2014 играла уже за основную команду ВК «Вилворде» в 1-м дивизионе (втором по значимости) чемпионата Бельгии. В 2015 заключила контракт с ведущим клубом страны «Астерикс», за который выступала на протяжении двух сезонов, по два раза выиграв в его составе чемпионат и Кубок Бельгии и один раз — Суперкубок страны. В 2017 году была признана лучшим игроком как чемпионата, так и розыгрыша Кубка Бельгии.
В 2017—2018 играла во Франции за «АСПТТ Мюлуз», а с 2018 года выступает в Италии за местные клубы из Бусто-Арсицио, Новары, Сан-Кашано и Скандиччи. В составе итальянских команд четырежды становилась призёром чемпионатов Италии, трижды — Кубка страны, в 2019 обладателем Кубка ЕКВ, а в 2025 — серебряным призёром Лиги чемпионов ЕКВ. В 2025 после трёхлетнего перерыва вернулась в «Игор Горгондзолу» из Новары. 
В 2014—2016 выступала за юниорскую и молодёжную сборные Бельгии. Бронзовый призёр чемпионата Европы 2015 среди девушек, участница молодёжных чемпионатов мира (2015) и Европы (2014, 2016), Европейского юношеского Олимпийского фестиваля 2015. В 2016 году (в 16-летнем возрасте) дебютировала в национальной команде Бельгии в официальных международных соревнованиях, приняв участие в Мировом Гран-при. В составе главной сборной страны стала серебряным призёром Кубка претендентов ФИВБ 2022, бронзовым призёром Евролиги 2024, участницей чемпионата мира 2022, чемпионатов Европы (2019, 2021, 2023), Лиги наций (2018, 2019, 2021, 2022).

### Клубная карьера
- 2012—2014 —  «ТСВ Вилворде» (Вилворде) — молодёжная команда;
- 2014—2015 —  «Вилворде» (Вилворде);
- 2015—2017 —  «Астерикс-Аво» (Килдрехт/Беверен);
- 2017—2018 —  «АСПТТ Мюлуз» (Мюлуз);
- 2018—2020 —  «Унет-Ямамай» (Бусто-Арсицио);
- 2020—2022 —  «Игор Горгондзола» (Новара);
- 2022—2023 —  «Иль Бизонте Фиренце» (Сан-Кашано);
- 2023—2025 —  «Савино Дель Бене» (Скандиччи);
- с 2025 —  «Игор Горгондзола» (Новара).

## Достижения

### С клубами
- двукратная чемпионка Бельгии — 2016, 2017.
- двукратный победитель розыгрышей Кубка Бельгии — 2016, 2017.
- обладатель Суперкубка Бельгии 2016.
- бронзовый призёр чемпионата Франции 2018.
- обладатель Суперкубка Франции 2017.
- двукратный серебряный (2021, 2024) и двукратный бронзовый (2022, 2025) призёр чемпионатов Италии.
- 3-кратный серебряный призёр розыгрышей Кубка Италии — 2020, 2021, 2022.

- серебряный призёр Лиги чемпионов ЕКВ 2025.
- победитель розыгрыша Кубка Европейской конфедерации волейбола 2019.

### Со сборными Бельгии
- серебряный призёр Кубка претендентов ФИВБ 2022.
- бронзовый призёр Евролиги 2024.
- бронзовый призёр чемпионата Европы среди девушек 2015

### Индивидуальные
- 2015: лучшая диагональная нападающая и лучшая на подаче чемпионата Европы среди девушек.
- 2015: MVP Европейского юношеского Олимпийского фестиваля.
- 2016: MVP и лучшая диагональная нападающая Кубка Бельгии.
- 2017: MVP и лучшая нападающая-доигровщица Кубка Бельгии.
- 2017: MVP, лучшая нападающая-доигровщица и лучший бомбардир чемпионата Бельгии.
- 2017: MVP Суперкубка Франции.
- 2018: лучшая нападающая-доигровщица Кубка Франции.
- 2018: MVP и лучшая нападающая-доигровщица чемпионата Франции.
- 2019: MVP финала Кубка Европейской конфедерации волейбола.